# فیلادلفیا شمالی
فیلادلفیا شمالی (به انگلیسی: North Philadelphia) یک منطقهٔ مسکونی در ایالات متحده آمریکا است که در فیلادلفیا واقع شده‌است. فیلادلفیا شمالی ۲۴۰٬۷۸۱ نفر جمعیت دارد.